# Turan Güneş
Turan Güneş, né le 13 octobre 1921 à Kandıra (Empire ottoman) et mort le 9 avril 1982 à Çanakkale (Turquie), est un homme politique, universitaire turc.

## Biographie
Il termine ses études secondaires au lycée Galatasaray, diplômé de la faculté de droit de l'Université d'Istanbul. Il fait son doctorat à la faculté de droit de Paris. Il travaille d'abord comme assistant, ensuite maître de conférences à la faculté de droit de l'Université d'Istanbul. 
Il est cofondateur de la fédération de Kandıra de DP en 1947, Il est élu député de Kocaeli en 1954 mais plus tard il commence à critiquer la gouvernance de DP et quitte ce parti. Il fonde avec ses compagnons de route (ex-membres de DP) le parti de la liberté (HP) et devient secrétaire général de HP. En 1958 le HP fusionne dans le CHP. Après le coup d'État de 1960 il devient délégué de CHP à l'assemblée constituante. En 1965 il est professeur du droit administratif à la faculté des sciences politique de l'Université d'Ankara. Il devient l'un des leaders du courant gauche du centre (Ortanın solu). Entre 1973-1980 il est député de Kocaeli. Il est ministre des affaires étrangères en 1974 à cette époque-là le gouvernement turc a décidé faire l'opération de paix en Chypre. Il est vice-premier ministre et ministre d'État en 1977.
Il meurt d'une crise cardiaque, en bateau, dans un voyage d'Istanbul à Izmir autour de Çanakkale en 1982.